# 精子器

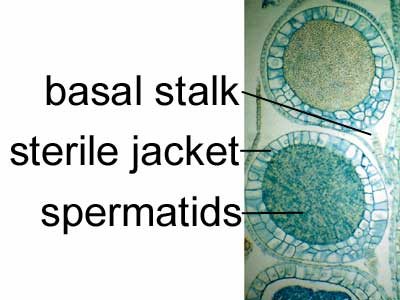
精子器的解剖圖

 精子器(antheridium)是一個單倍體組織或器官，產生並容納雄性的配子（精子），出現於苔蘚植物和蕨類植物等低等植物的配子體階段。許多的藻類和部份真菌（如子囊菌門）在其繁殖階段也會有精子器。
精子器一般是由無生育力的細胞和產生精子的組織所組成的。無生育力的細胞可能會形成核心支撐的結構，或包圍住產生精子的組織做為保護的外筴。產生精子的細胞可以經由减数分裂產生精子。在苔蘚植物裡，精子器是長在雄生殖托（類似莖部的結構）之上的，不過在角苔中則是在其內部封閉腔。
在許多的裸子植物和所有被子植物裡，雄配子體會縮成花粉，而其精子器則縮成花粉粒中的單一個生殖細胞。在授粉時，此一生殖細胞會分裂並產生兩個精子核。
精子器雌性相對的器官為頸卵器。